# رافاييل مانوفير
رافاييل مانوفير (بالإنجليزية: Raphael Manuvire)‏ (21 سبتمبر 1988 في زيمبابوي - ) هو لاعب كرة قدم زيمبابوي في مركز الوسط.

## روابط خارجية
- رافاييل مانوفير على موقع قاعدة بيانات كرة القدم.إي يو (الإنجليزية)
- رافاييل مانوفير على موقع Soccerway.com (الإنجليزية)